# La casa del peccato (film 1938)
La casa del peccato è un film del 1938, diretto da Max Neufeld.

## Trama
Una giovane sposa, ritenendo che il marito non la ami più, si inventa la presenza di un corteggiatore per ingelosire il marito. Con la complicità di negozianti, si fa spedire a casa vari regali come mazzi di fiori, gioielli ed anche lettere d'amore, tutto questo nella continua indifferenza del marito.
La giovane moglie allora, insieme ad un amico del marito, prepara con lui un finto incontro d'amore, comunicandolo al consorte con una lettera anonima. Ma il marito ha capito il gioco e prepara per la moglie una contromossa, fingendo di avere un incontro con un'altra donna sempre presso la casa dell'amico.
Dopo vari equivoci e sorprendenti avvenimenti, i due coniugi si riconciliano.

## La critica
- Cipriano Giachetti in Film dell'11 febbraio 1939: «Siamo al solito piano del film mondano-borghese, comico un po' sentimentale, il genere è perfettamente giustificato ma ci vuole un minimo di invenzione, d'imprevisto, d'inedito, di garbato, per far passare la merce. La casa del peccato, viceversa non mi sembra uscire dai soliti binari ormai abbondantemente sfruttati con la complicità dei Viarisio, dei De Sica, dei Melnati. Né manca a questo film di Neufeld il tradizionale cameriere sapiente né il meno consueto tabarino ricalcato sui migliori modelli cosmopoliti e niente affatto italiani.»

## Produzione
Prodotto da Giuseppe Amato, uno specialista del genere, su un soggetto di De Benedetti, la pellicola vede il primo incontro tra la Valli e Amedeo Nazzari, ed esce nelle sale all'inizio del 1939